# Thomas Norton
Thomas Norton (Londra, 1532 – Bedfordshire, 10 marzo 1584) è stato uno scrittore, avvocato e politico inglese.

## Biografia
Figlio di Thomas Norton ed Elizabeth Marry, Thomas Norton studiò all'Università di Cambridge e successivamente diventò il segretario personale di Edward Seymour, I duca di Somerset. Nel 1555 proseguì con gli studi all'Inner Temple a Londra. Dall'età di circa diciotto anni Norton cominciò a scrivere sonetti, in collaborazione con Jasper Heywood. Il suo maggior contributo nel panorama  letterario elisabettiano è la tragedia Gorboduc che, scritta insieme a Thomas Sackville, viene considerata la prima tragedia inglese scritta in blank verse, gettando quindi le basi alle future opere teatrali che, nei decenni successivi, furono scritti da autori come Marlowe, Shakespeare e Kyd. Nel 1560 tradusse l'Institutio christianae religionis di Calvino in inglese, mentre nel 1570 realizzò una traduzione del Catechismo di Alexander Nowell. Fu inoltre autore di numerosi pamphlet contro il cattolicesimo e i cattolici.
Fu membro del parlamento e rappresentante del distretto di Gatton, mentre nel 1562 divenne il membro del parlamento del Collegio di Berwick-upon-Tweed. Tra il 1570 e il 1584 fu il primo "Remembrancer" della città di Londra. Ispirato dalle dottrine religiose del primo suocero Thomas Cramner, Norton era un fervente calvinista e un accanito sostenitore delle persecuzioni anticattoliche, ordinando spesso la tortura del cavalletto per i papisti rinchiusi nella Torre di Londra, tanto da meritarsi i soprannomi di "Rackmaster-General" e "Rackmaster Norton". Il suo avvicinamento al puritanesimo lo rese sgradito alle più alte sfere religiose anglicane, che lo fecero imprigionare nella Torre. Francis Walsingham lo fece rilasciare, ma la salute di Norton fu profondamente minata dall'esperienza e l'uomo morì nel marzo 1584.

### Vita privata
Negli anni 1550 Norton sposò Margery Cranmer, la figlia dell'arcivescovo Thomas Cranmer; Margery morì nel 1568 e nello stesso anno Norton sposò Alice Cranmer, la figlia dell'arcidiacono Edmund Cranmer, il fratello del precedente suocero.